# Magyar föld, magyar faj
A Magyar föld, magyar faj a 20. század első felében megjelent nagy terjedelmű, magyar nyelvű, enciklopédikus jellegű földrajztudományi–antropológiai mű.
Az összességében mintegy 1800 oldalas, számos képpel, térképpel illusztrált, díszes borítójú 4 kötetes művet Cholnoky Jenő, Bartucz Lajos, Prinz Gyula és Teleki Pál írta, és a Királyi Magyar Egyetemi Nyomda jóvoltából jelenhetett meg Budapesten 1936 és 1938 között. A mű jelenleg nem rendelkezik elektronikus kiadással, reprint kiadásban ugyanakkor 1990–1991-ben újra megjelent a Babits Magyar-Amerikai Kiadó Rt.-nál (Szekszárd, ISBN 963-7806-04-0). A mű kötetei a következők:
| Kötetszám | Kötetcím                                      | Oldalszám |
| --------- | --------------------------------------------- | --------- |
| I.        | Magyar földrajz 1. – Magyarország tájrajza    | 394       |
| II.       | Magyar földrajz 2. – A magyar munka földrajza | 442       |
| III.      | Magyar földrajz 3. – Az államföldrajzi kép    | 494       |
| IV.       | A magyar ember – A magyarság antropológiája   | 509       |